# David Starkey

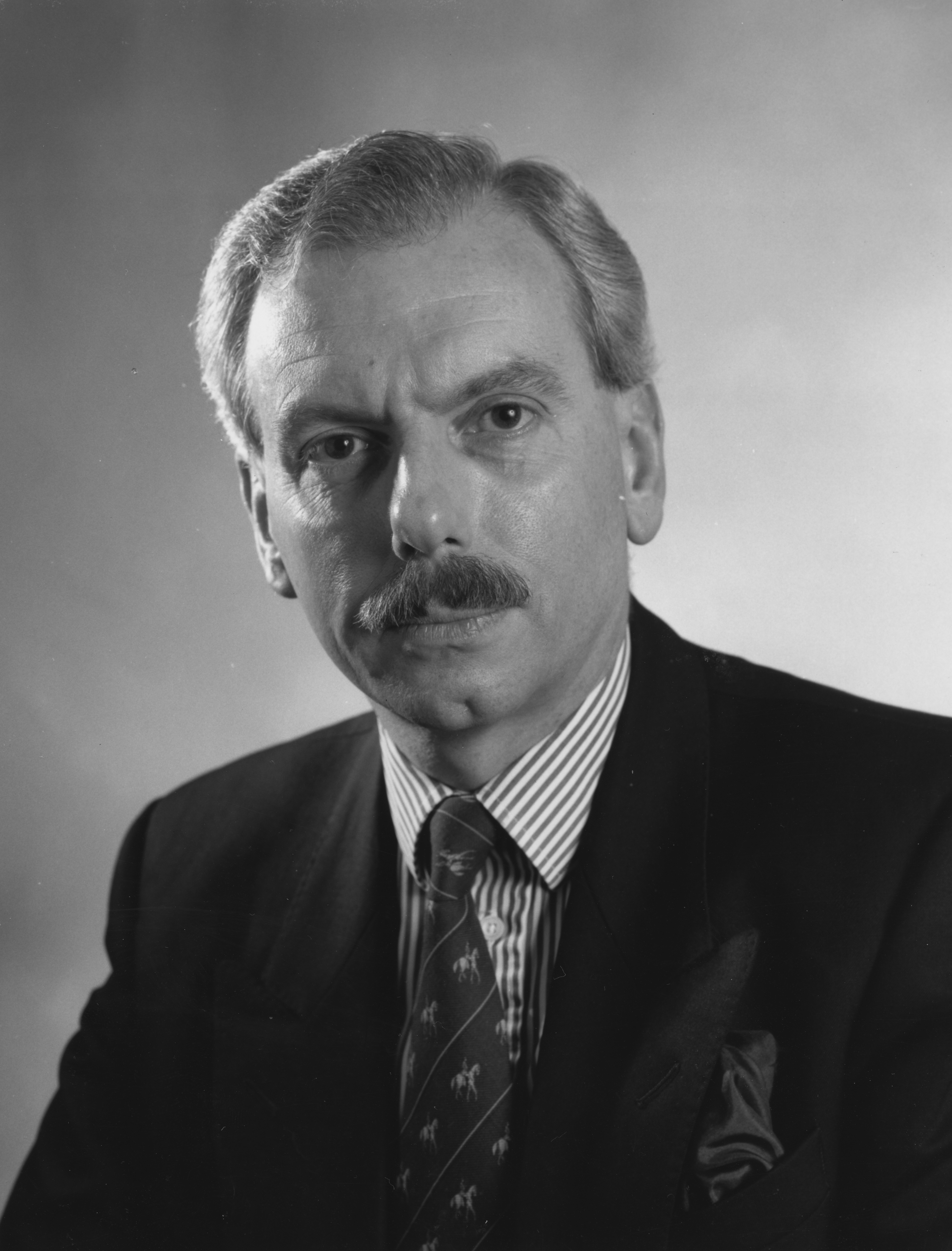
David Starkey

David Starkey CBE, FSA (3 januari 1945) is een Brits constitutioneel historicus en een radio- en televisie-presentator.
Hij werd als enig kind in een quaker-gezin geboren. Hij bezocht de Kendal Grammar School in Kendal, een marktstad in het noordwesten van Engeland. Daarna studeerde hij met een beurs aan de Universiteit van Cambridge. Daar specialiseerde hij zich in de geschiedenis van de Tudor-dynastie. Zijn proefschrift ging over de hofhouding van koning Hendrik VIII. Na Cambridge werkte hij aan de London School of Economics, waar hij tot 1998 geschiedenis doceerde.
Starkey verscheen in 1977 voor het eerst op de buis. Toen hij regelmatig bijdroeg  aan het BBC Radio 4-debatprogramma The Moral Maze, leverde zijn scherpe tong hem de roep op dat hij de "meest onbeschofte man in Groot-Brittannië" zou zijn; zijn veelvuldige optredens in Question Time worden zowel positief als negatief gewaardeerd. Starkey presenteerde een aantal geschiedenisdocumentaires. In 2002 tekende hij een contract van 2 miljoen pond met de televisiezender Channel 4 voor het maken van 25 uur tv-programma's. in 2010 leverde hij een bijdrage aan de Channel 4-serie, Jamie's Dream School. Starkey schreef verscheidene boeken over de Tudors.
In 2007 werd hij tot CBE benoemd. Hij is eremedewerker van de National Secular Society en supporter van gelijkberechtiging voor homoseksuelen. Hij is openlijk homoseksueel en woont samen met zijn partner in het zuiden van Engeland.